# Abbaye Notre-Dame de Bellaigue
Pour les articles homonymes, voir Abbaye Notre-Dame.
L’abbaye Notre-Dame de Bellaigue est une abbaye bénédictine, ancienne abbaye cistercienne, dans la commune de Virlet (Puy-de-Dôme, France). La communauté monastique actuelle utilise le missel romain de 1962, les offices sont en latin.

## Situation
L'abbaye, initialement appelée « Bellaigues », a finalement pris le nom de « Bellaigue » (Belle Eau). Elle est située entre 490 et 500 mètres d'altitude, et baignée au sud par le ruisseau de la Vialle.

## Histoire

### Le prieuré bénédictin (Xe-XIIesiècle)
Bellaigue était un prieuré dépendant de l'abbaye bénédictine de Menat. Il fut fondé par Odon et Adémard de Bourbon en 950. L'établissement demeure un prieuré de l'abbaye et sert de nécropole à la famille des fondateurs jusqu'à ce que ceux-ci transfèrent leurs tombeaux à Souvigny.

### L'abbaye cistercienne et son âge d'or (XIIe-XVIesiècle)
En 1136, l'évêque de Clermont tranche en faveur du prieuré de Bellaigue dans un litige l'opposant à l'abbaye-mère sur les possessions. Bellaigue devient alors une abbaye à part entière. L'année suivante (1137), des moines de Montpeyroux viennent placer le monastère sous l'observance de Cîteaux. Il s'agit de l’époque de la grande expansion cistercienne, sous l'impulsion, notamment, de saint Bernard. Commence la construction de l’église, contemporaine de celles de Clairvaux (1135), Fontenay ou Cîteaux (1140).
L'apogée du monastère, marquée par le grand nombre de ses religieux et de ses possessions, se situe au XIIe siècle et dans la première moitié du XIVe siècle. Les seigneurs de Jaligny, Marcillat, Montaigut, de Montluçon et des sires de Bourbon (dynastie des Archambaud) font des cessions considérables au monastère ; plusieurs de ces grands donateurs sont inhumés dans l'abbatiale.
Un étang fossile et une référence persistante sur la carte de Cassini dans la seconde moitié du XVIIIe siècle montrent qu'une activité de tuilerie s'était développée à environ un kilomètre de l'abbaye ; aucune source n'atteste ni ne réfute la paternité monastique de cette industrie, mais elle reste l'option la plus probable selon les études récentes.
Le mode de culture développé par les moines, caractéristique des Combrailles, est proche de celui mis en place dans la Dombes. De nombreux étangs parsèment la zone ; ils sont nourris en limon durant trois ans par les cours d'eau, puis vidangés, d'abord pour en récolter le poisson, puis pour être mis en culture ; après quelques années, ils sont remis en eau. Aujourd'hui encore, un chapelet de quatre étangs ponctue le fond de la vallée, ce qui en fait un lieu particulièrement humide.
Archambaud VIII de Bourbon, mort en 1242 à la bataille de Taillebourg, et son épouse Béatrix de Montluçon ont été inhumés dans l'abbatiale. Leur tombeau, avec les gisants, a été restauré. Sur le bouclier d'Archambaud, on distingue les éléments (lion et coquilles Saint-Jacques) du blason de Bourbon ancien : d'or au lion de gueules accompagné de huit coquilles d'azur.

### Le lent déclin du monastère (XVIe-XXesiècle)
À partir des années 1480, le monastère se vide peu à peu. Huit moines en 1486, onze en 1529 puis disparition des frères convers. Le régime de la commende (l’abbé n’est plus élu mais nommé par Rome ou le roi), inspiré par Grégoire XI (1370-1378) et aggravé par le concordat de 1515, produit ici comme ailleurs ses effets désastreux : rivalités entre familles pour l’acquisition des bénéfices de l'abbaye, querelles internes, misère économique et démembrement du patrimoine.
En janvier 1689, les bâtiments conventuels sont en grande partie détruits à la suite d'un incendie. La reconstruction, longue et coûteuse, se fait sur un plan réduit, sous l’abbatiat de l’abbé Élian (1678-1756). Les querelles entre abbé commendataire et religieux continuent.
En 1768, d'après le compte rendu de la Commission des Réguliers, l'abbaye est peuplée de huit moines et dispose d'un revenu net de 8 000 livres.
En 1791, la Révolution française entraîne la suppression du culte et la fermeture de l'abbaye, laquelle est mise aux enchères comme bien national, en février. Elle est acquise par Constantin Tailhardat de la Maisonneuve, fervent catholique, avec l’intention de la restituer aux moines en des temps meilleurs.
Dès lors, l’abbaye est utilisée à de multiples fins. L’église est affectée à des usages agricoles. Finalement, l'église abbatiale est classée au titre des monuments historiques en 1922, alors que les bâtiments conventuels sont inscrits en 1980.

### Le renouveau de l'abbaye (XXIesiècle)
En octobre 2000, quatre moines bénédictins du monastère de la Sainte-Croix du Brésil s'installent dans l'abbaye. Ils reconstruisent les voûtes de l'abbatiale, ce qui permet le retour du culte catholique. Le 9 mars 2008, le père Ange Araújo Ferreira da Costa, premier prieur de la nouvelle fondation, meurt à l'âge de quarante-trois ans, la dix-huitième année de sa profession monastique et la quatorzième de son sacerdoce. Sa dépouille repose dans l'abbaye.
En juin 2017, la commune commence le chantier de construction du futur monastère.

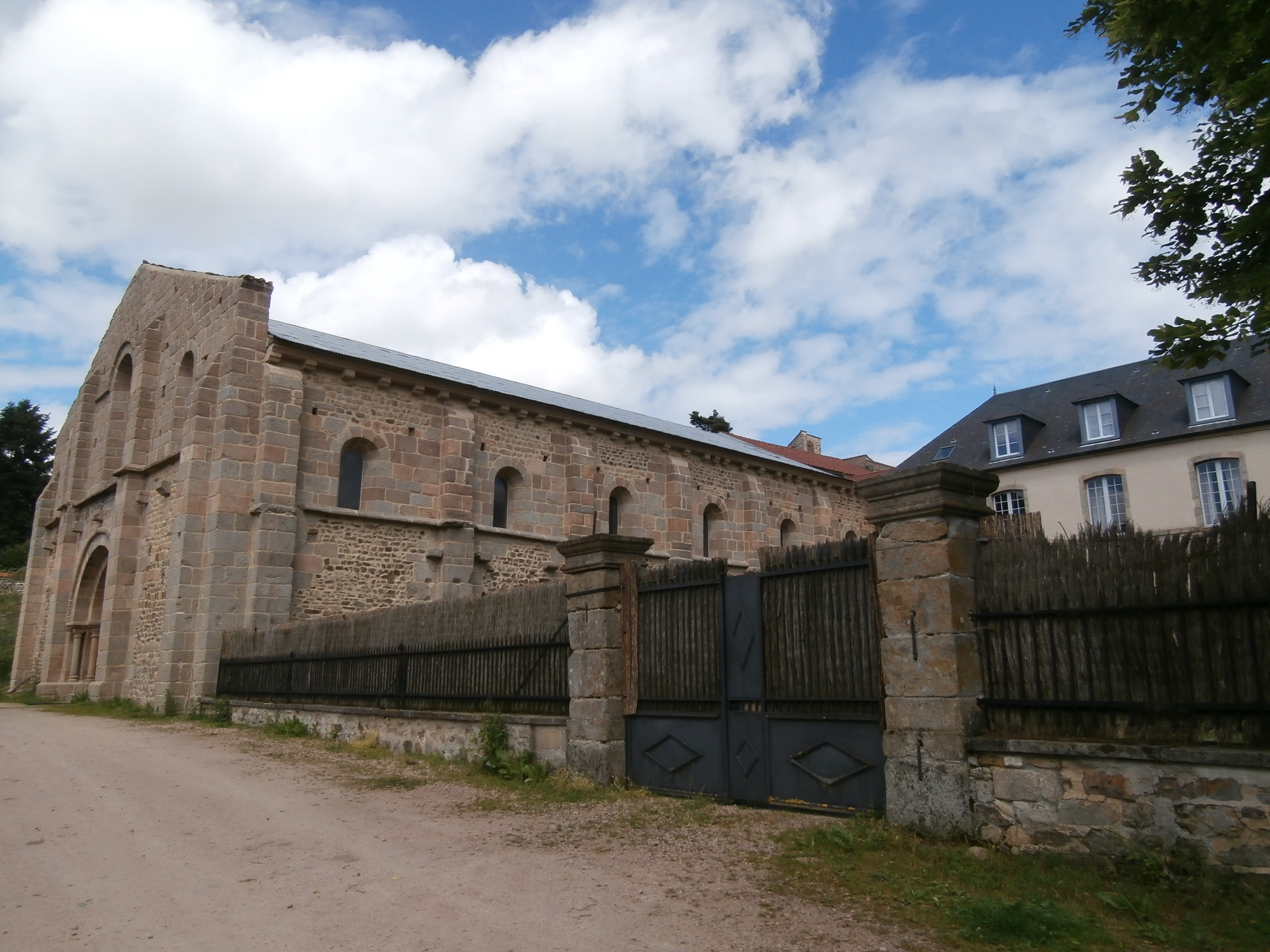
Vue de côté de l'abbatiale et entrée de l'abbaye, avant la construction de l'aile ouest et de l'aile sud (2017-2019).
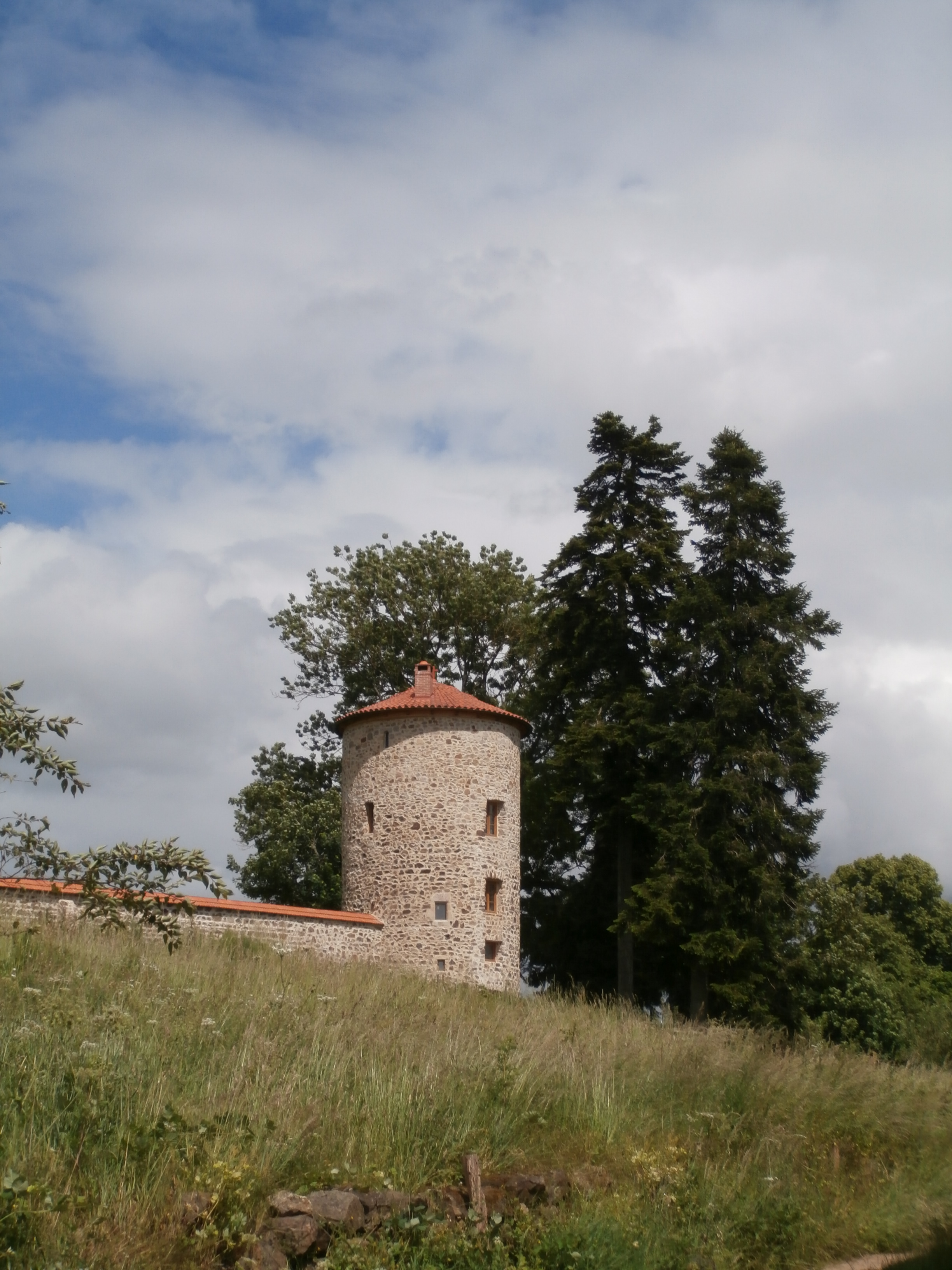
Vue de la tour de guet.

## Architecture
Le monastère actuel est situé au même emplacement que l'édifice médiéval : cependant les travaux modernes ont montré que les niveaux d'origine sont situés environ trois mètres et demi sous les niveaux actuels, et que cet exhaussement est le fait des grands travaux monastiques du XVIIIe siècle visant à mettre hors d'eau le monastère. Le niveau originel est enfoui sous une épaisse couche de sable de rivière, elle-même couverte d'un remblai. Le monastère est, par rapport au ruisseau, situé trop haut pour pouvoir utiliser directement son eau, d'autant qu'aucun bief traversant le monastère n'a été mis au jour.

### L'abbatiale
L'abbatiale est bâtie à partir du matériau local, le granite ; un appareil mixte a été développé, alternant moyen appareil régulier et petit appareil irrégulier à litages marqués ; les quatre contreforts de la façade, les bases attiques des colonnes et les arcs en plein cintre suggèrent une construction du portail vers 1150 ; en revanche, les éléments supérieurs de la façade (trois baies largement ébrasées, la baie centrale étant de dimensions plus vastes que celles qui la flanquent) font dater la partie haute de la façade de la fin du XIIe ou du début du XIIIe siècle ; la reprise architecturale de l'élément pourrait correspondre à la réforme monastique entreprise avec le ralliement au cistercianisme ; la base romane pourrait être le témoin subsistant de la fondation bénédictine.

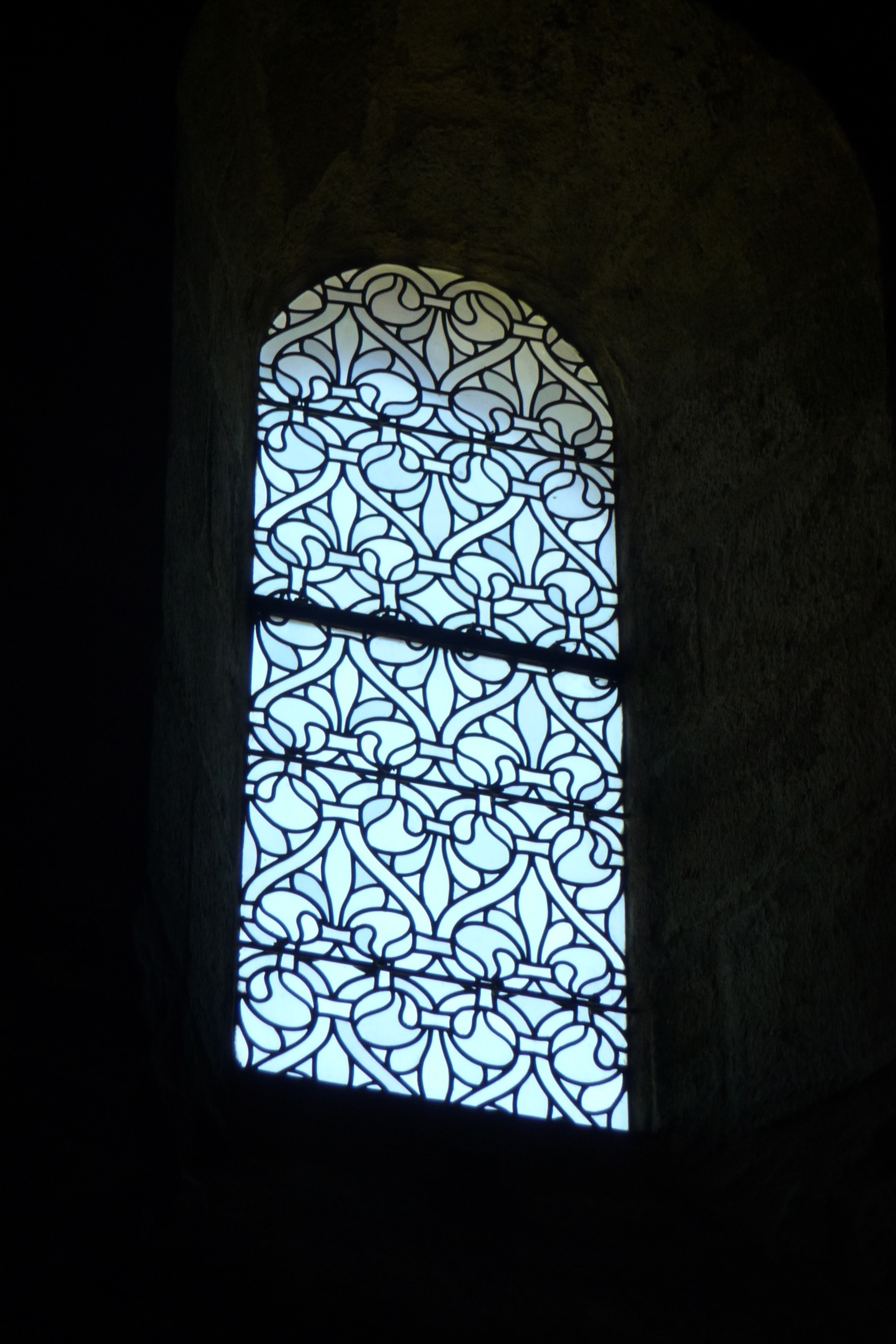
Un des vitraux fleurdelysés de l'abbatiale.

La nef de l'abbatiale compte sept travées de courte longueur, l'ensemble mesurant 31 mètres de longueur (un contrefort tous les trois mètres environ). Les première, troisième et cinquième travées ne sont pas percées de baies, les autres présentent des ouvertures en pleine cintre aux linteaux clavés. Trois phases différentes sont visibles de bas en haut de la façade septentrionale de l'église. Dans les parties basses, le mur gouttereau est constitué d’assises de petits moellons ; les parties médianes des travées munies de baies sont appareillées en moyen appareil de pierres de taille en granite rosé, et celles des travées aveugles en petit appareil régulier de granite. Pour le sommet des murs, cinq assises de moellons de tout-venant ont été utilisées ; enfin, à l'époque contemporaine, deux assises de moellons ont été ajoutées pour soutenir la nouvelle toiture. En revanche, les contreforts qui s'appuient sur ces murs, composés de moyen appareil de granite soigneusement taillé, sont très homogènes.

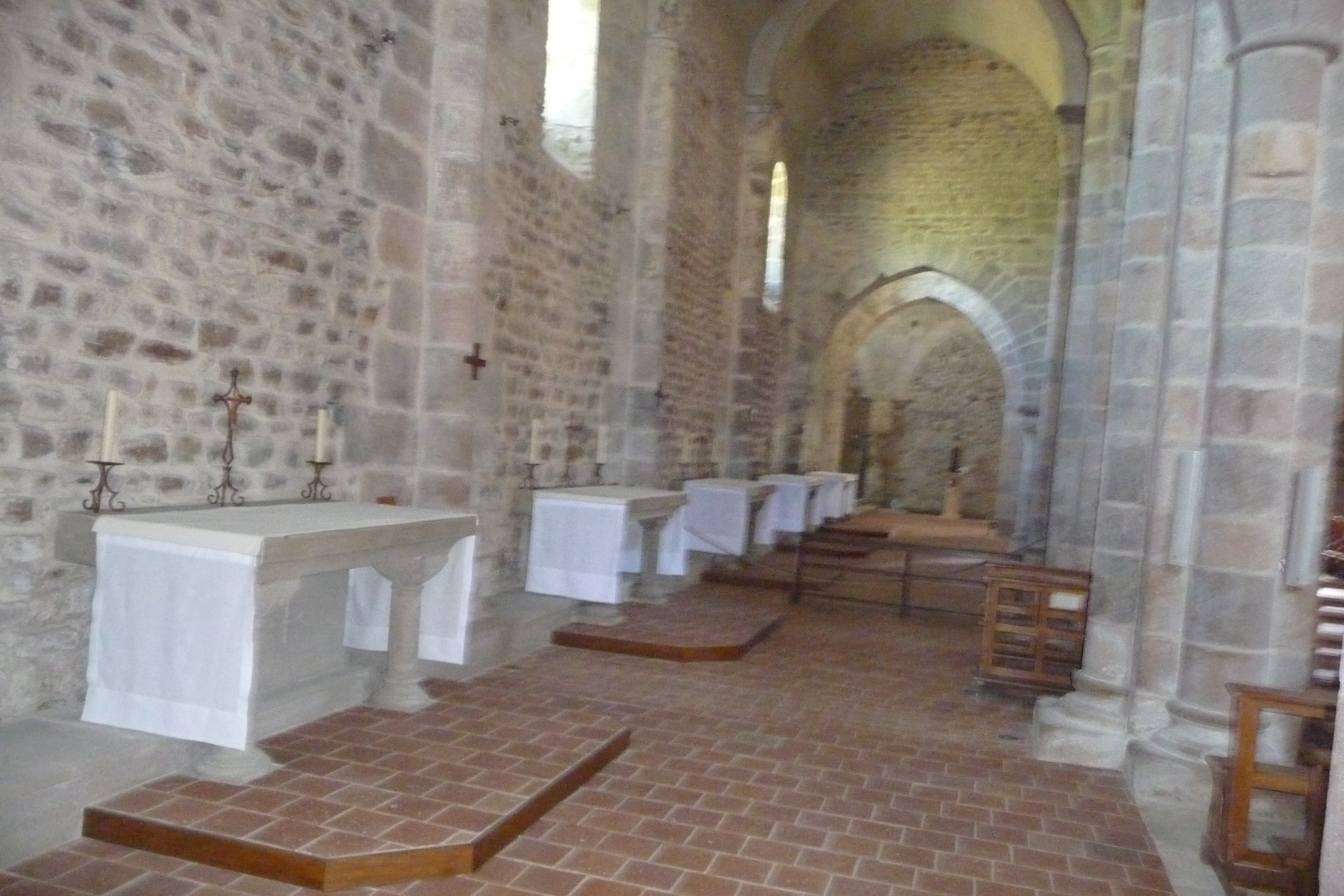
Bas côté avec les autels destinés à la célébration de la messe par les moines prêtres.

La première discontinuité serait due à une volonté d'économie techniques et économiques : la taille d'un appareil régulier de belles pierres doit être l'œuvre d'artisans qualifiés, alors que les moellons peuvent être disposés à moindres frais par des maçons. Aussi, le moyen appareil régulier, assurance de stabilité structurelle mais aussi plus harmonieux visuellement, n'est employé que là où sa présence est rendue nécessaire par la nécessité technique de renforcement des structures au droit des baies, et accessoirement là où le regard porte le plus.
Le second hiatus, en partie haute, est pour sa part accidentel : il correspond à la réfection des parties hautes après l'incendie de 1689 qui, détruisant les charpentes, détériore également la partie supérieure de la maçonnerie. Cette restauration date donc de la toute fin du XVIIe ou du début du XVIIIe siècle. Enfin, un effondrement de l'édifice a lieu en 1880 et touche le mur gouttereau septentrional. C'est à partir de cette date que la toiture est abaissée en dessous du niveau du pignon occidental.
Des corniches encore existantes (sur les murs ouest et sud) ou dont l'emplacement initial a subi un rebouchage (visible sur le mur nord) sont datables de la fin du XIIe siècle. La partie supérieure du septième contrefort nord est de même typique de la fin du XIIe ou du début du XIIIe siècle. Ces éléments permettent de dater l'ouverture du second chantier, dit « chantier cistercien » car probablement mené lors de la réforme de l'abbaye, ce chantier ayant abouti à la pose des parties hautes de l’abbatiale, et probablement avec l'aide des Bourbons (Archimbaud VIII et son épouse sont inhumés dans l'abbaye en 1242). Le bras nord du transept est surmonté d'une tour quadrangulaire, dite tour du clocher. Placée juste au-dessus des tombeaux d’Archambaud VIII et de sa femme Béatrix, elle s'appuie sur une base carrée de 3,50 mètres de côté et s'élève de 4,95 mètres ; sa construction semble postérieure aux XIIe et XIIIe siècles.
Le mur du côté du cloître est mieux conservé que le septentrional. Les contreforts présentent le même appareil que celui des contreforts situés côté nord, mais le glacis sommital qui les couvre a été conservé. Un sondage pratiqué sur l'une de ces structures a révélé l’absence de semelle ou de ressaut de fondation. Sur les murs sud et ouest de l'église, une corniche, placée à 4,80 m de hauteur et dépourvue de modénature, sépare les parements en deux parties égales. Juste en dessous, des corbeaux nus, placés à 4,30 m de hauteur, à enroulements ou à copeaux, soutenaient probablement un auvent. L’espace de cinquante centimètres compris entre les corbeaux et le larmier permettait la pose d’une panne faîtière supportant chevrons et toiture, peut-être de tuiles creuses, ce qui s'explique au-dessus d'une galerie du cloître, mais ne permet que des hypothèses sur la façade ouest : présence d'un porche, ou d'un simple auvent ?
Chaque bras du transept est doté d'un petit pignon érigé en petit appareil irrégulier de moellons de granite et de schiste. Une baie en plein cintre ébrasée, soulignée d’un cordon qui se poursuit sur cinquante centimètres de part et d’autre du percement, est placée dans chaque pignon. Les piles séparant chacune des sept travées de la nef sont de plan quadrangulaires en moyen appareil régulier avec trois colonnes engagées divisées en tambour ; ces colonnes supportent des arcs en plein cintre. Les arcs séparant la nef des bas-côtés, pour leur part, sont voûtés en berceau brisé renforcé d’arcs doubleaux, ce qui est également le cas de la croisée du transept, ainsi que des arcades aveugles ouvrant jadis sur les absidioles, ces dernières ayant été comblées. Le chœur compte une travée que vient fermer l'abside en cul-de-four. Ce chœur a reçu une décoration médiévale, sous forme de carreaux vernissés, mis au jour sous forme de fragments lors de sondages réalisés en 2004. Ces carreaux sont ornés de décors colorés représentant un griffon[Lequel ?] en or sur fond rouge, une croix de Saint-André ou encore une roue avec des rayons rouges sur fond or. La provenance de ces éléments reste inconnue.

### Les autres bâtiments
Les bâtiments jouxtant le cloître des côtés occidental et méridional ont également fait l'objet de sondages ponctuels en 2004 ; ceux-ci montrent une forte similarité avec le cadastre de 1833. Ils ont également montré la présence de galeries souterraines situées sous le préau et l'aile sud, qui atteindraient 3,5 mètres de largeur.

## Organisation

### Généralités
La communauté monastique actuelle est catholique traditionaliste et utilise le missel romain de 1962, les offices sont en latin.
Jusqu'en 2019, la communauté monastique de Bellaigue est très proche de la Fraternité Saint-Pie X, laquelle rompt finalement ses liens avec Bellaigue, à la suite de dissensions internes.

### Vie du monastère
- Fête patronale du monastère (le 15 août, jour de l'Assomption).
- En 2016, la communauté compte trente et un moines, dont six pères.
- juin 2017, début des travaux d'une nouvelle tranche Extension aile sud, nord et ouest, construction du cloître.
- 14 octobre 2017, fondation en Allemagne avec quatre moines[16], à la suite de l'achat en 2009[17] d'un ancien monastère[18] des prémontrés, le monastère de Reichenstein.